# 신원중학교 (서울)
신원중학교(新元中學校)는 대한민국 서울특별시 양천구 신월동에 있는 공립 중학교이다.

## 학교 연혁
- 1986년 3월 1일 : 초대 최수길 교장 취임
- 1986년 3월 3일 : 1986학년도 입학식
- 1986년 5월 2일 : 개교식
- 1995년 12월 20일 : 인덕관 신축(다목적 강당)
- 2020년 9월 1일 : 제14대 권오채 교장 취임
- 2022년 12월 30일 : 제35회 졸업식(101명, 계 13,680명)
- 2023년 3월 2일 : 제38회 81명 입학(남 34명, 여 47명)

## 참고 자료
- 신원중학교 - 한국교육학술정보원 학교알리미